# Altella hungarica
Altella hungarica là một loài nhện trong họ Dictynidae.
Loài này thuộc chi Altella. Altella hungarica được miêu tả năm 1981 bởi Loksa.